# 海德拉級巡防艦
海德拉級巡防艦是希臘海軍巡防艦，在1980年代末期向德國採購，在1992至1998年陸續成軍，海德拉級屬MEKO系列的一種，原預計建造6艘，因希臘財政狀況不佳只建造4艘。
2007年4艘海德拉級巡防艦展開翻修改良工程，換裝美國ESSM，為此也升級STIR射控雷達與射控系統，換裝後Mk 48 Mod 2發射器改稱Mod 5。首艘完成改良的是四號艦薩拉米斯號，2008年8月完成ESSM試射， 整個改裝案於2013年完成。

## 概述
希臘於1988年向德國購買MEKO 200 HN型巡防艦，並羿年2月簽約；此案部分支出由美國對希臘海外軍售管道（FMS）援助，最初計劃建造6艘，由於希臘財政狀況不佳而取消建造2艘；冷戰結束前夕荷蘭皇家海軍縮編艦隊，為彌補本級艦艇的數量不足，因而向荷蘭购入8艘寇騰納爾級巡防艦。
設計基礎源自MEKO-200 Mod3，首艦海德拉號（Hydra F-452，希臘神話中的九頭蛇）於德國建造，1992年11月服役，後續3艘授權希臘造船建造，但因經費不足導致建造進度緩慢。

2018年4月25日，希腊国防部长帕諾斯·克門諾斯宣布正在对4艘船进行中期性能提升，但并未透露更多的细节。根据一些报告，改造计划可用资金仅为1亿欧元（海军提出的中期现代化计划需要4亿欧元）.

## 同型艦
| 舷號 | 艦名       | 由来       | 開工           | 下水           | 服役           |
| ---- | ---------- | ---------- | -------------- | -------------- | -------------- |
| F452 | 海德拉號   | 伊茲拉島   | 1990年12月17日 | 1991年6月25日  | 1992年11月12日 |
| F453 | 斯派采號   | 斯派采岛   | 1992年8月11日  | 1993年12月9日  | 1996年10月24日 |
| F454 | 薩拉號     | 普薩拉島   | 1993年12月12日 | 1994年12月20日 | 1998年4月30日  |
| F455 | 薩拉米斯號 | 萨拉米斯岛 | 1994年12月20日 | 1996年3月15日  | 1998年12月16日 |

## 登場作品
- 末日孤艦

## 圖集

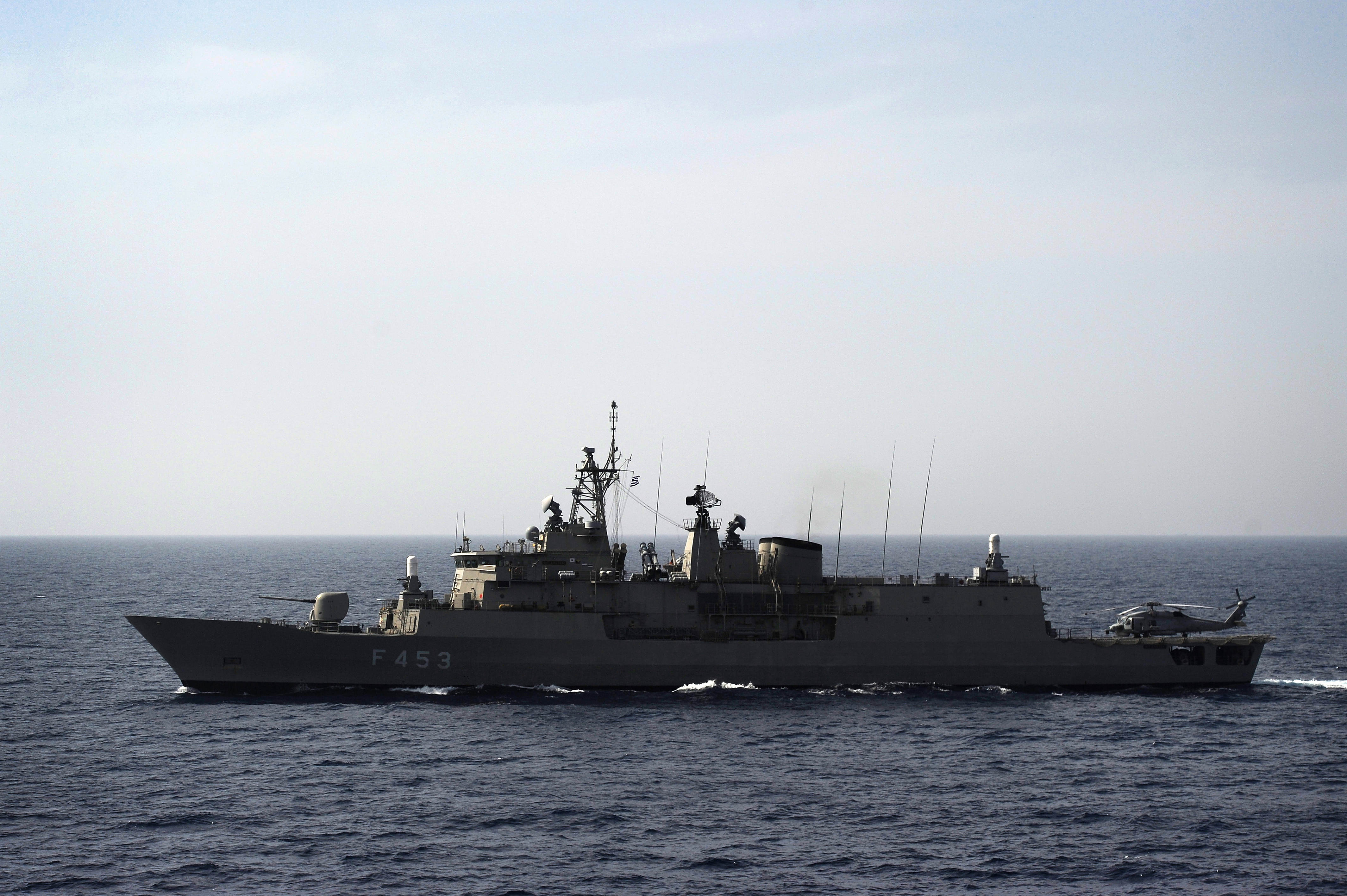
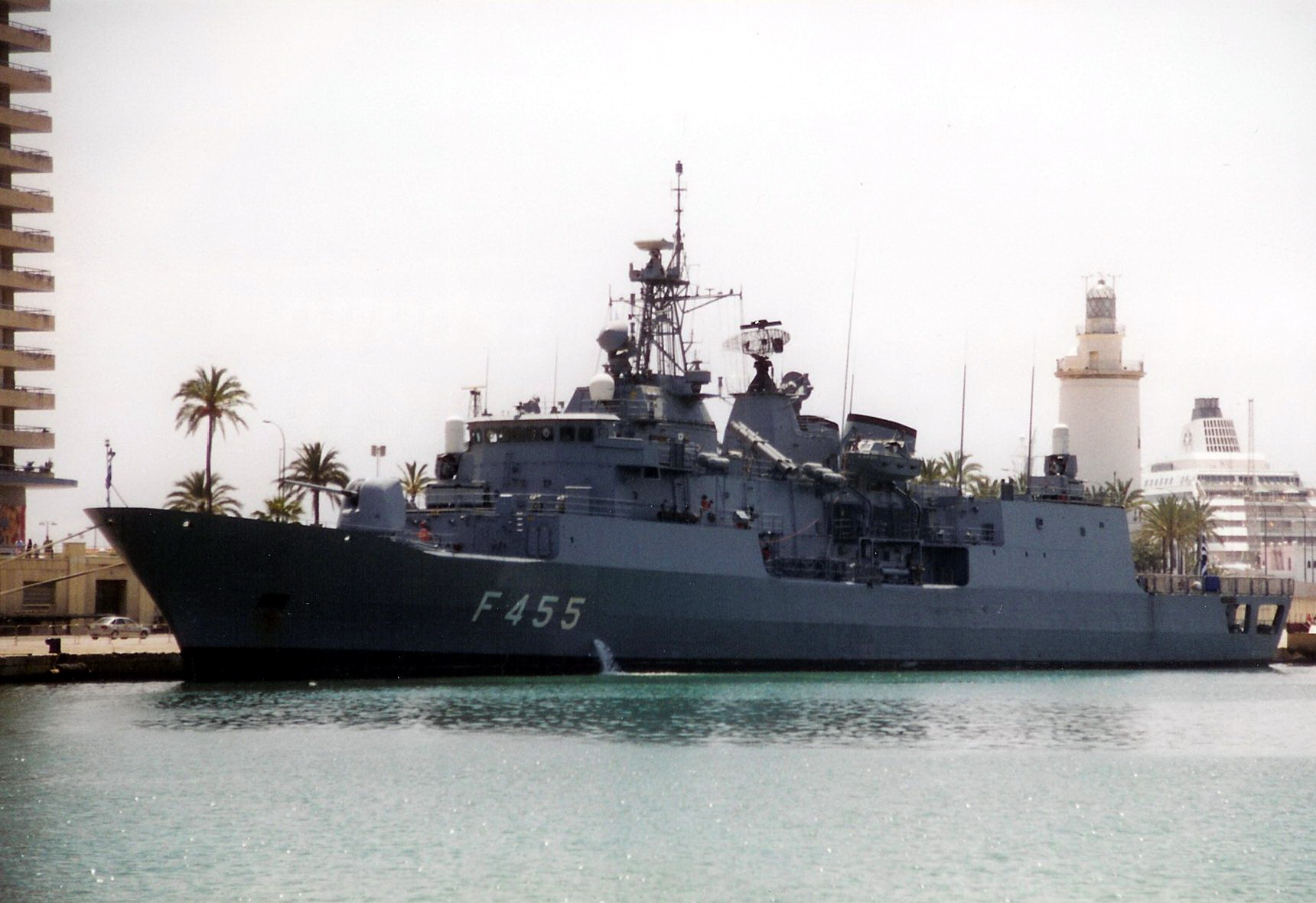
HS Salamis F 455
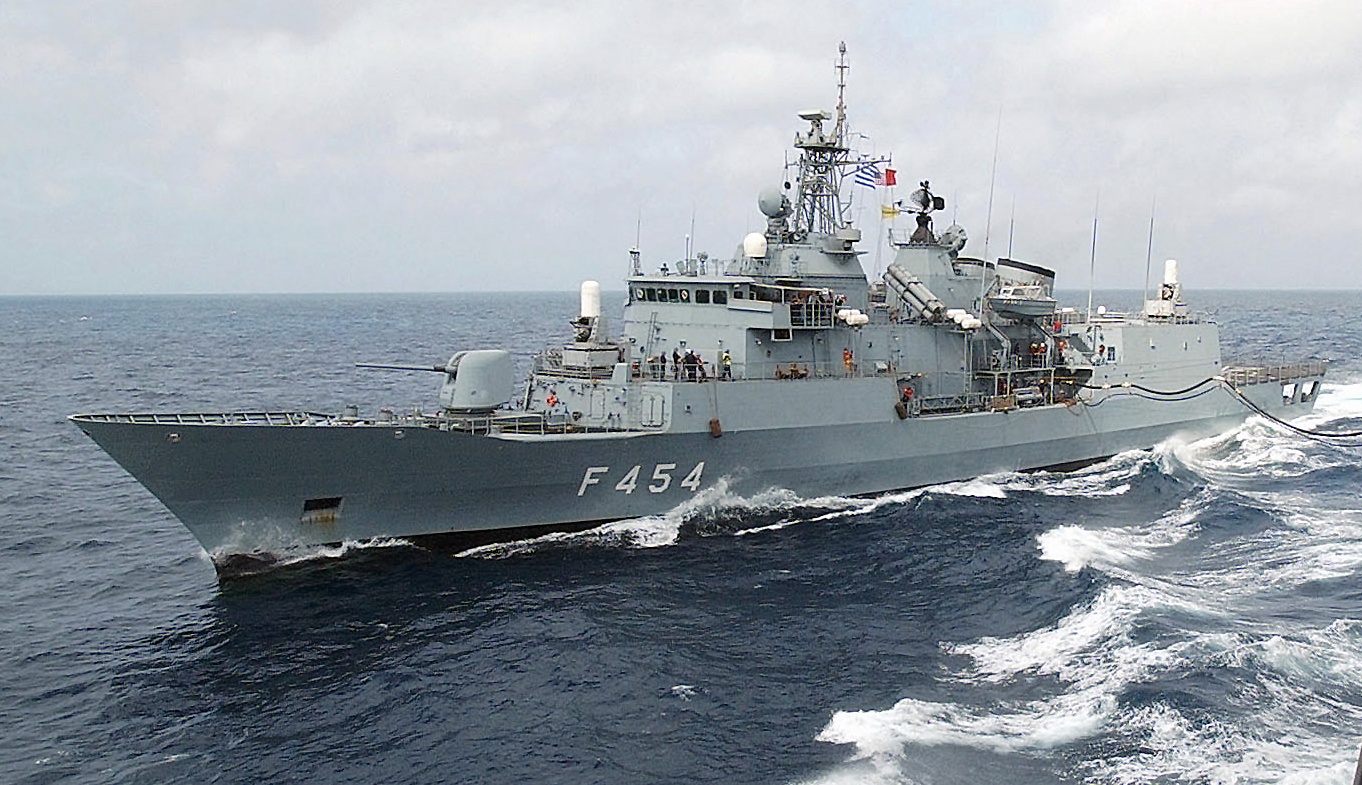
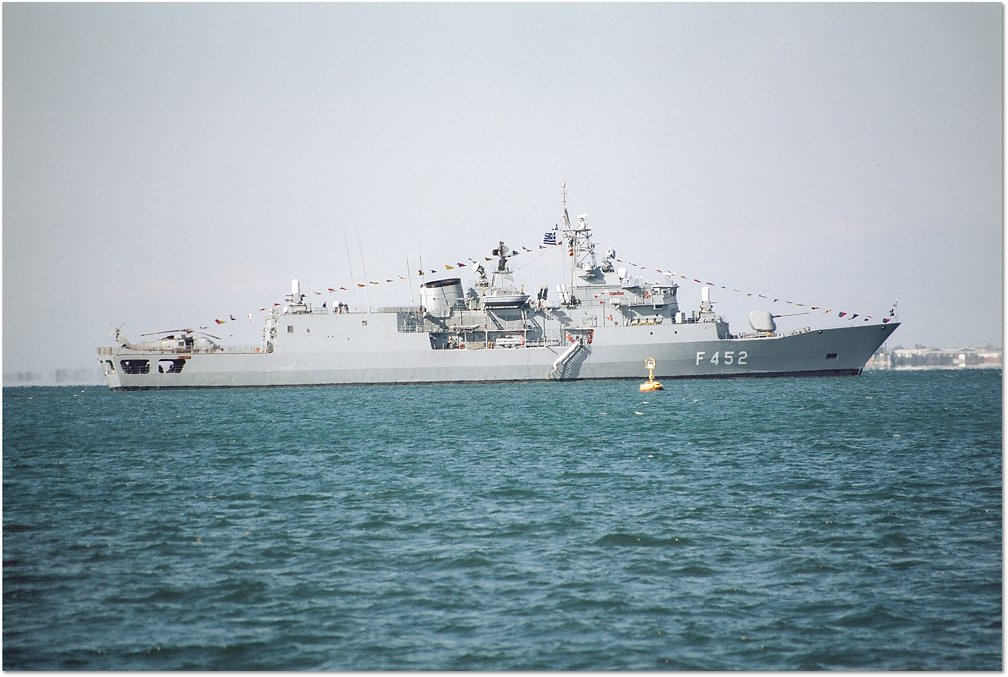

## 資料來源
1. ↑  希臘-MEKO 200HN海德拉級巡防艦 的存檔，存档日期2015-12-11.
2. ↑  . 2018-04-25  [2019-03-16]. （原始内容存档于2018-06-28） （希腊语）.
3. ↑  . 2018-04-25  [2019-03-16]. （原始内容存档于2018-10-29） （希腊语）.

## 外部連結
- Hellenic Navy website